# Wola Szczygiełkowa
Wola Szczygiełkowa – wieś w Polsce położona w województwie świętokrzyskim, w powiecie kieleckim, w gminie Bodzentyn.
Była wsią biskupstwa krakowskiego w województwie sandomierskim w ostatniej ćwierci XVI wieku. 
W czasie okupacji niemieckiej dowodzony przez Alberta Schustera oddział żandarmerii niemieckiej w czasie pacyfikacji wsi mającej miejsce 25 maja 1943 zamordował 21 osób.
W latach 1975–1998 miejscowość administracyjnie należała do województwa kieleckiego.
W okolicach miejscowości swoje źródło ma rzeka Pokrzywianka.